# Primero Justicia
Primero Justicia (Kürzel: PJ; deutsch Gerechtigkeit zuerst) ist eine rechtsliberale Partei in Venezuela. Generalsekretär der Partei ist Tomás Guanipa, Parteivorsitzender ist Julio Borges.

## Geschichte
Primero Justicia wurde 1992 zunächst als Bürgerbewegung gegen den Verfall des Rechtssystems von einer Studentengruppe um Alirio Abreu Burelli, einem Richter des venezolanischen Obersten Gerichtshofs und Vizepräsident des Interamerikanischen Gerichtshofs für Menschenrechte der Organisation Amerikanischer Staaten, gegründet.
Nach dem Zerfall des alten venezolanischen Zweiparteiensystems aus Acción Democrática und COPEI Ende der 90er Jahre entwickelte sich die Bewegung zu einer politischen Partei, die insbesondere Zulauf durch enttäuschte Anhänger von COPEI erhielt.
Während des Verfassungsreferendums von 1999 stellte sie erfolglos einen liberalen und am Prinzip der repräsentativen Demokratie orientierten Verfassungsentwurf als Gegenkonzept zum am Prinzip der partizipatorischen Demokratie orientierten und sich als „bolivarisch“ verstehenden Entwurf der Verfassunggebenden Versammlung vor.
Bei den Wahlen zur Nationalversammlung am 30. Juli 2000 entfielen 5 von 165 Sitzen auf die Partei.

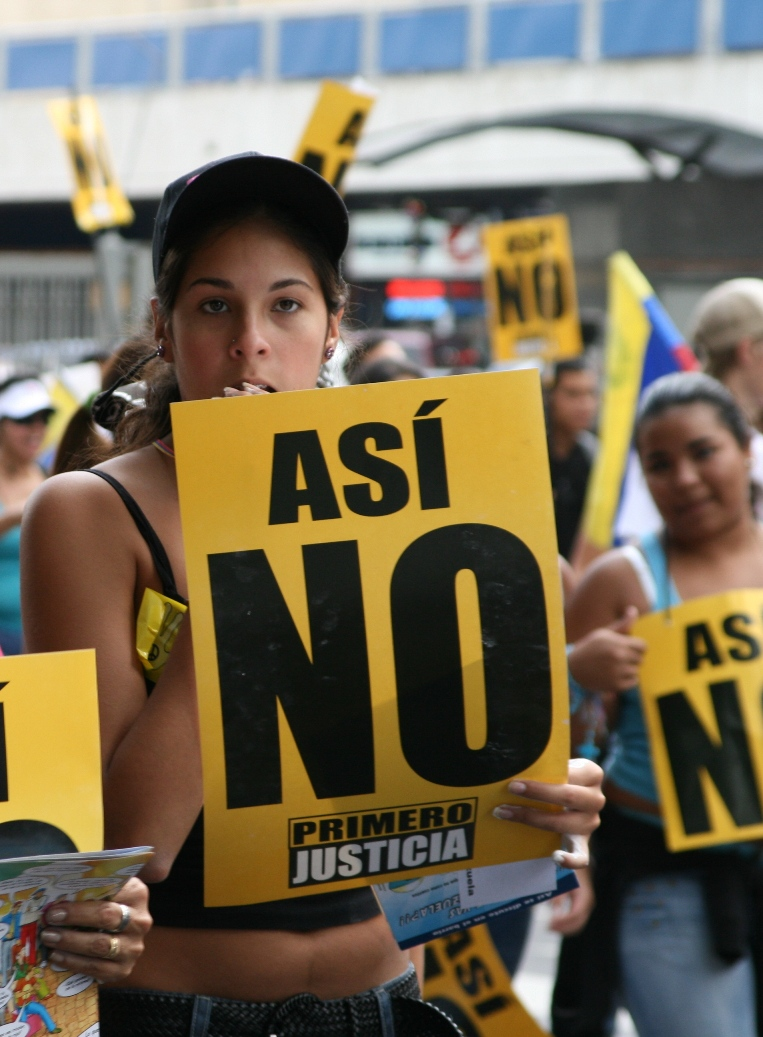
PJ-Anhängerin für die Zeitbegrenzung für das Präsidentenamt

2002 beteiligte sich die Partei an der Organisation eines erfolglosen Generalstreiks gegen Chávez. Im Jahr darauf rief sie abermals zum Generalstreik auf, der ebenfalls erfolglos blieb. 2004 war sie federführend beim gescheiterten Referendum zur Amtsenthebung von Chávez.
In den folgenden Jahren konnte die Partei ihre Struktur festigen, was nicht zuletzt an finanzieller und organisatorischer Hilfe aus dem Ausland (z. B. durch die CDU-nahe Konrad-Adenauer-Stiftung) liegen soll.
Nachdem zuvor schon andere Oppositionsparteien ihre Kandidatur zurückgezogen hatten, boykottierte Primero Justicia die Parlamentswahl am 4. Dezember 2005 nach eigener Darstellung aus Kritik an der Politik der Regierung Chávez und aus Angst vor Wahlfälschungen.
Für die Präsidentschaftswahlen am 3. Dezember 2006 hatte Primero Justicia den Parteivorsitzenden und ehemaligen Abgeordneten  Julio Borges zunächst als Kandidaten aufgestellt, dann aber mit anderen Oppositionsparteien sich auf Manuel Rosales geeinigt, der jedoch gegen Chavez unterlag.
Seit 2008 spielt Primero Justicia eine wichtige Rolle im Parteienbündnis Mesa de la Unidad Democrática (MUD), in dem die meisten Gruppen der Opposition gegen die Regierung Chávez bzw. seit 2013 dessen Nachfolgers Nicolás Maduro vereint sind. Im November 2008 gewann Henrique Capriles (angetreten als allgemeiner Kandidat der Oppositionsparteien), bei den Regionalwahlen in Miranda die Wahl zum Gouverneur. Ein anderer Politiker der Partei, Carlos Ocariz, wurde als Bürgermeister für den Bezirk Sucre, das einen Teil von Caracas ausmacht, gewählt.
In der Parlamentswahl 2010 errang die Partei 6 Abgeordnetensitze in der Nationalversammlung. Bei den Präsidentschaftswahlen 2012 und 2013 war der PJ-Politiker Henrique Capriles gemeinsamer Kandidat des Oppositionslagers, unterlag jedoch Chávez bzw. Maduro. 2013 fiel die Niederlage nur äußerst knapp aus (49 zu 50,8 %), Capriles und das Oppositionsbündnis erhoben den Vorwurf des Wahlbetrugs und erkannten das Ergebnis nicht an.
Die MUD gewann die Parlamentswahl 2015 deutlich. Auf ihren Listen zogen 33 Mitglieder von Primero Justicia in die Nationalversammlung ein. Sie ist damit stärkste Partei im Block der Parlamentsmehrheit, die allerdings aufgrund des Präsidialsystems nicht die Regierung stellt. Der PJ-Vorsitzende Julio Borges war von Januar 2016 bis Januar 2017 parlamentarischer Mehrheitsführer, anschließend wurde er zum Präsidenten der Nationalversammlung gewählt.
Nachdem die Oppositionsparteien entschieden hatten, nicht an der Parlamentswahl in Venezuela 2020 teilzunehmen, da diese nicht als freie Wahl durchgeführt werden würde, setzte der regimetreue Oberste Gerichtshof Venezuelas den Vorstand der Partei ab und setzte einen regierungsnahen Vorstand ein.